# Dallas Mavericks
Dallas Mavericks (znani kot Mavs) so ameriški košarkarski klub s sedežem v Dallasu v zvezni državi Teksas. So člani jugozahodne divizije Zahodne konference. Domače tekme igrajo v American Airlines Centru, ki si ga delijo z NHL ekipo Dallas Stars.
Od ustanovitve leta 1980 so 3-krat osvojili divizijo, 2-krat so osvojili naslov prvaka konference, v sezoni 2010/11 pa so osvojili tudi naslov prvaka.

## Dvorane
- Reunion Arena (1980-2001)
- American Airlines Center (2001-sedanjost)